# Лесковец Топлички
Лесковец Топлички је насељено место у саставу града Вараждинске Топлице у Вараждинској жупанији, Хрватска. До територијалне реорганизације у Хрватској налазио се у саставу старе општине Нови Мароф.

## Становништво
На попису становништва 2011. године, Лесковец Топлички је имао 487 становника.

## Попис1991.
На попису становништва 1991. године, насељено место Лесковец Топлички је имало 565 становника, следећег националног састава:
| Попис 1991.‍ | Попис 1991.‍ | Попис 1991.‍ | Попис 1991.‍ | Попис 1991.‍ |
| ----------- | ----------- | ----------- | ----------- | ----------- |
|             |             |             |             |             |
| Хрвати      | Хрвати      |             | 562         | 99,46%      |
| Муслимани   | Муслимани   |             | 1           | 0,17%       |
| непознато   | непознато   |             | 2           | 0,35%       |
| укупно: 565 |             |             |             |             |